# Deutsche Meisterschaften in der Nordischen Kombination 2000

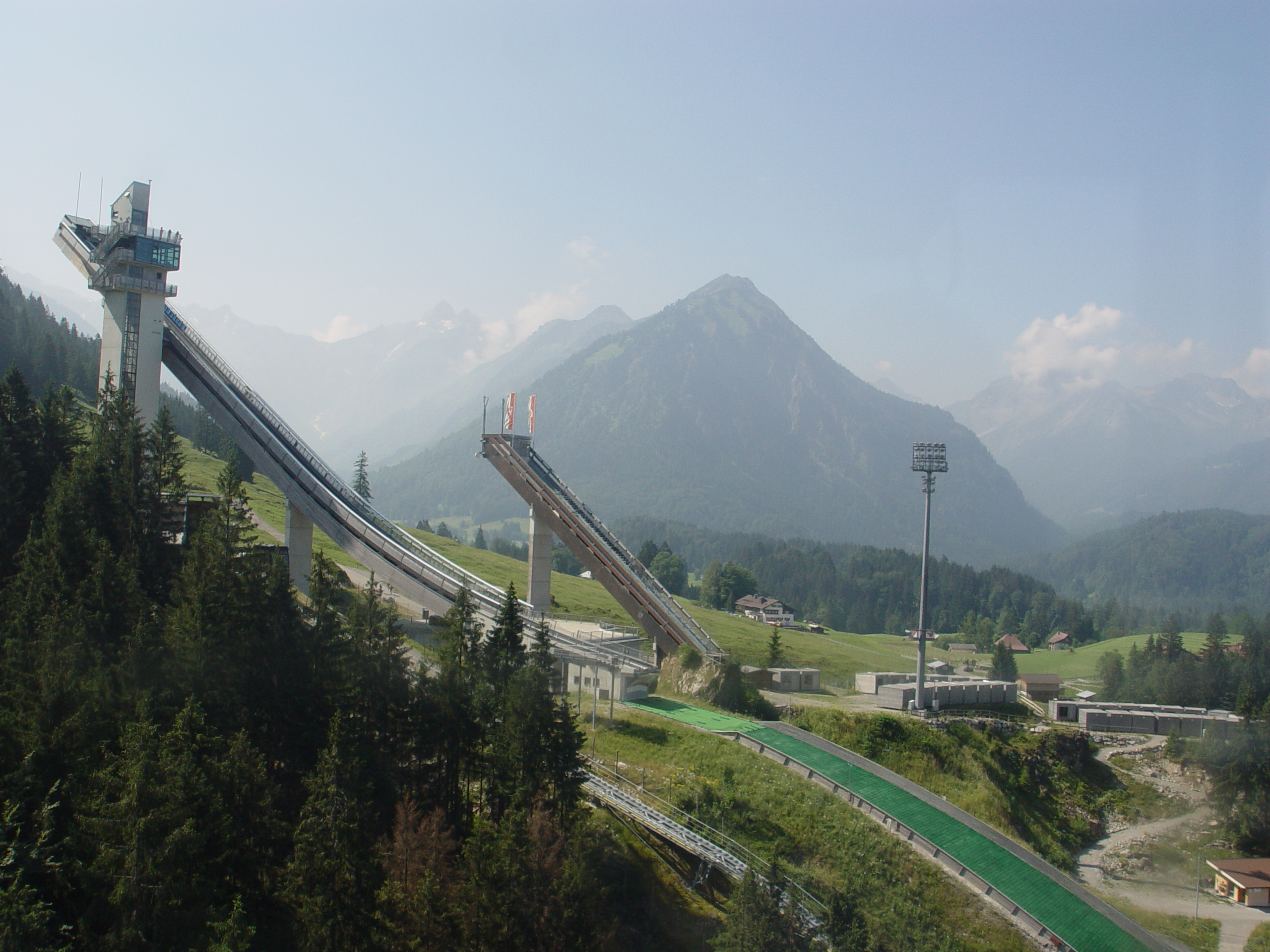
Schattenbergschanze in Oberstdorf

Die Deutschen Meisterschaften in der Nordischen Kombination 2000 fanden am 21. und 22. Juli 2000 im bayerischen Oberstdorf statt. Der Veranstalter war der Deutsche Skiverband, während der Bayerische Skiverband für die Durchführung zuständig war. Die Sprungläufe wurden auf der mit Matten belegten Normalschanze des Skisprungstadions am Schattenberg abgehalten. Es fand ein Gundersen-Wettkampf sowie ein Sprint statt.

## Ergebnisse

### Sprint (K 90/7,5 km)
Der Sprint fand am 21. Juli 2000 über 7,5 km auf Inlineskates statt. Den besten Sprung zeigte Jens Deimel, während Jens Gaiser die beste Laufzeit aufweisen konnte.
| Platz | Name               | Verein                  | Sprungpunkte | Laufzeit | Rückstand |
| ----- | ------------------ | ----------------------- | ------------ | -------- | --------- |
| 01.   | Ronny Ackermann    | WSV Oberhof 05          | 118,5        | 12:57,0  |           |
| 02.   | Sebastian Haseney  | SC Motor Zella-Mehlis   | 120,0        | 13:20,3  | +0:18,3   |
| 03.   | Marko Baacke       | WSC Ruhla               | 108,5        | 12:47,4  | +0:27,5   |
| 04.   | Jens Gaiser        | SV Mitteltal-Obertal    | 108,0        | 12:45,9  | +0:28,0   |
| 05.   | Ralf Adloff        | VSC Klingenthal         | 115,0        | 13:40,7  | +0:55,8   |
| 06.   | Jens Deimel        | SK Winterberg           | 122,0        | 14:11,5  | +1:00,6   |
| 07.   | Marc Frey          | SV Baiersbronn          | 094,5        | 13:02,6  | +1:34,7   |
| 08.   | Stephan Münchmeyer | WSV Oberhof 05          | 095,5        | 13:14,8  | +1:42,9   |
| 09.   | Matthias Looß      | VSC Klingenthal         | 100,0        | 13:31,3  | +1:43,4   |
| 10.   | Matthias Menz      | SC Steinbach-Hallenberg | 099,5        | 13:39,9  | +1:53,0   |

### Gundersen (K 90/15 km)
Der Einzelwettbewerb fand am 22. Juli 2000 in der Gundersen-Methode über 15 Kilometer statt. Die beste Sprungleistung zeigte Jens Deimel, während Sebastian Haseney die beste Laufzeit vorzuweisen hatte.
| Platz | Name               | Verein                | Sprungpunkte | Laufzeit | Rückstand |
| ----- | ------------------ | --------------------- | ------------ | -------- | --------- |
| 01.   | Sebastian Haseney  | SC Motor Zella-Mehlis | 236,0        | 33:09,0  |           |
| 02.   | Ronny Ackermann    | WSV Oberhof 05        | 234,0        | 33:20,3  | +0:20,6   |
| 03.   | Marko Baacke       | WSC Ruhla             | 226,5        | 33:28,5  | +0:56,8   |
| 04.   | Jens Gaiser        | SV Mitteltal-Obertal  | 231,5        | 33:44,9  | +0:58,2   |
| 05.   | Ralf Adloff        | VSC Klingenthal       | 232,0        | 33:51,8  | +1:02,1   |
| 06.   | Jens Deimel        | SK Winterberg         | 255,0        | 37:18,0  | +2:33,3   |
| 07.   | Matthias Looß      | VSC Klingenthal       | 223,0        | 34:46,9  | +2:42,2   |
| 08.   | Stephan Münchmeyer | WSV Oberhof 05        | 211,0        | 34:15,3  | +3:10,6   |
| 09.   | Manuel Körner      | VSC Klingenthal       | 228,5        | 37:00,8  | +4:29,1   |
| 10.   | Marcel Höhlig      | WSV Oberhof 05        | 198,5        | 34:55,7  | +4:54,0   |